# BIM-018
BIM-018是一种含氮有机化合物，化学式为C23H22N2O，是JWH大麻素JWH-018的结构类似物，其中JWH-018的吲哚基改为了BIM-018的苯并咪唑基团，是大麻素受体2的部分激动剂，在互联网上作为狡詐家藥物销售。